# تشارلز ر. أدريان
تشارلز ر. أدريان (بالإنجليزية: Charles Raymond Adrian)‏ هو عالم سياسة أمريكي، ولد في 12 مارس 1922 في بورتلاند في الولايات المتحدة، وتوفي في 28 مايو 2004 في ريفرسايد في الولايات المتحدة بسبب السكري.